# Ann Ryerson
Ann Ryerson, född 15 augusti 1949 i Fond du Lac, Wisconsin, är en amerikansk skådespelare. Hon har medverkat i en lång rad filmer, TV-filmer och TV-serier. I TV-filmen Överlagt mord från 1986 spelar Ryerson mor till Katie Hargreaves (Terry Farrell), ett av Ted Bundys mordoffer.

## Filmografi (urval)
| År        | Titel                                  | Roll            | Kommentar                   |
| --------- | -------------------------------------- | --------------- | --------------------------- |
| 1978      | Oh, vilket bröllop!                    | Victoria Cory   |                             |
| 1981–1982 | Private Benjamin                       | Carol Winter    | TV-serie                    |
| 1986      | Överlagt mord                          | Mrs. Hargreaves | TV-film                     |
| 1986      | Fredagen den 13:e del VI – Jason lever | Katie           |                             |
| 1996      | The Late Shift                         | Betty Hudson    | TV-film                     |
| 2009      | Mad Men                                | Elsa Kittridge  | Avsnittet "Wee Small Hours" |